# 4053 Cherkasov
4053 Cherkasov eller 1981 TQ1 är en asteroid i huvudbältet som upptäcktes den 2 oktober 1981 av den sovjetisk-ryska astronomen Ljudmila Zjuravljova vid Krims astrofysiska observatorium på Krim. Den är uppkallad efter den sovjetiske skådespelaren Nikolaj Tjerkasov.